# Lance Hohaia

a Compétitions nationales et continentales officielles uniquement.

b Matchs officiels uniquement.
Lance Hohaia, né le 1er avril 1983 à Hamilton, est un joueur de rugby à XIII néo-zélandais évoluant au poste d'arrière ou de demi de mêlée dans les années 2000. Il a effectué toute sa carrière professionnelle aux New Zealand Warriors  à partir de 2002. Titulaire en club, il est sélectionné en équipe de Nouvelle-Zélande pour la coupe du monde 2008 qu'il remporte et lors du Tournoi des Quatre Nations 2009 en Angleterre et en France.

## Palmarès
- Vainqueur de la coupe du monde : 2008.